# St. Ansgar (Bremerhaven-Leherheide)

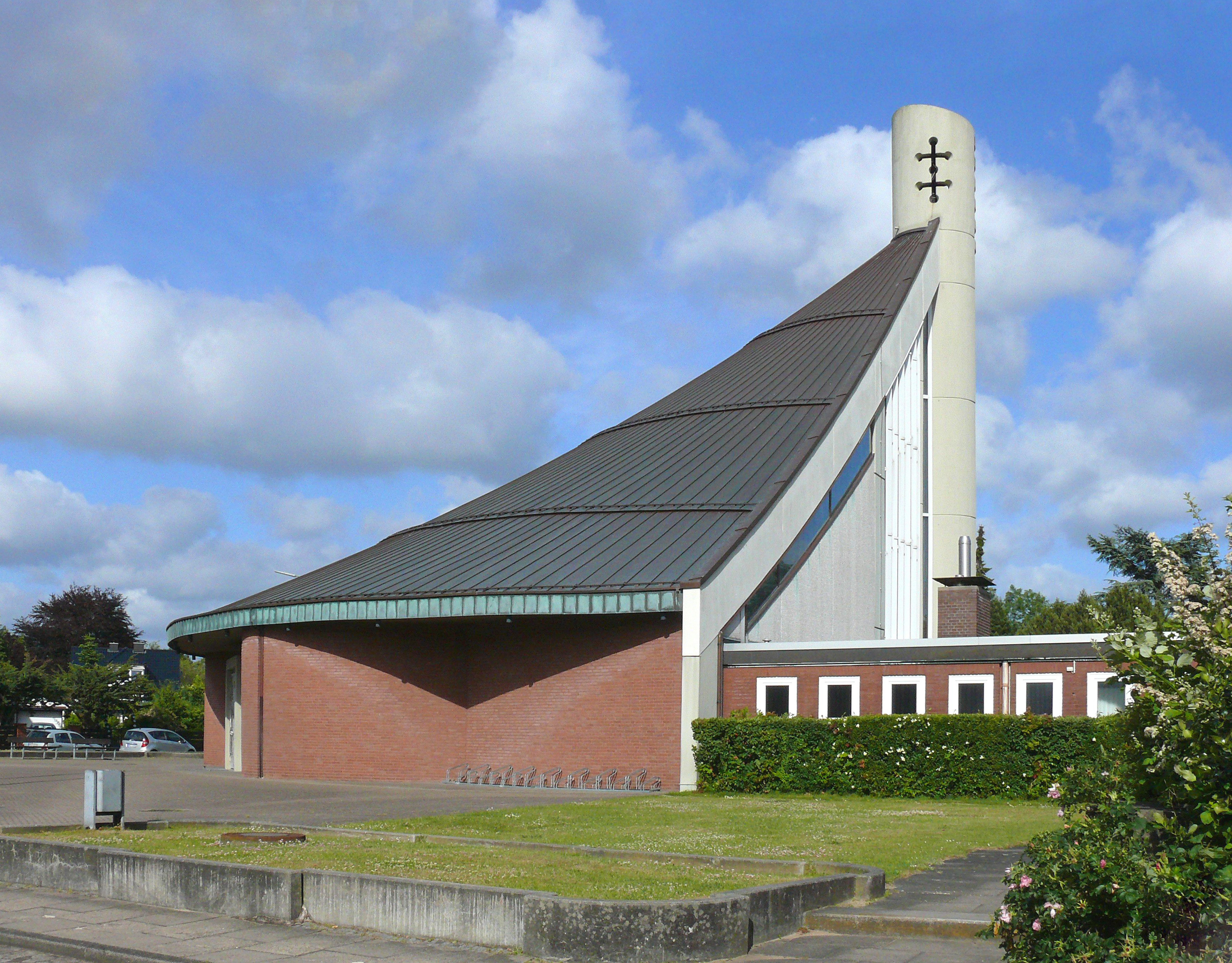
St. Ansgar (2009)

Die St.-Ansgar-Kirche ist die römisch-katholische Kirche des Bremerhavener Stadtteils Leherheide am Mecklenburger Weg. Sie gehört zur Pfarrgemeinde Hl. Herz Jesu mit Sitz in Bremerhaven-Lehe im Dekanat Bremerhaven des Bistums Hildesheim.

## Geschichte

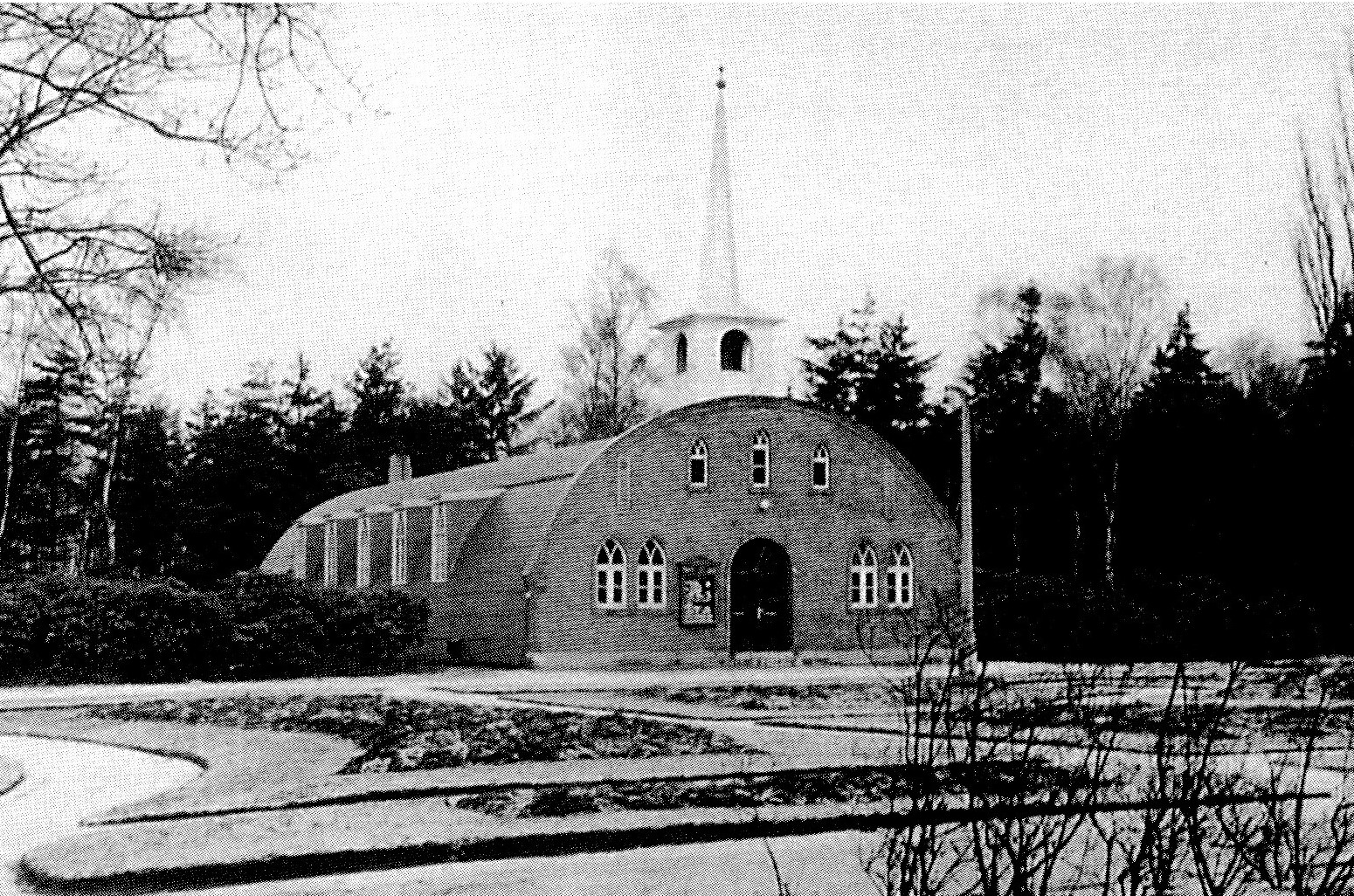
US-Kirche am Bürgerpark (1954)

1957 erhielt Leherheide eine erste eigene katholische Kirche. Es handelte sich um die Nissenkirche von 1949, die im Bürgerpark in Geestemünde als Kapelle für US-Truppen stand. Sie wurde abgebaut und in verbesserter Form in Leherheide wieder aufgebaut. Als St.-Ansgar-Kirche wurde sie am 27. Oktober 1957 durch Bischof Heinrich Maria Janssen aus Hildesheim geweiht.
Aufgrund der wachsenden Zahl der Gemeindemitglieder im prosperierenden Stadtteil entschloss man sich zum Bau einer neuen Kirche. Ab Mai 1972 wurde der moderne Neubau durch den Bremerhavener Architekten Jo Filke geplant. Die Grundsteinlegung nahm am 1. September 1973 Domkapitular Heinrich Schenk vor, am 19. April 1974 wurde das Richtfest gefeiert. Die Kirchweihe fand am 14. Dezember 1974 durch Bischof Heinrich Maria Janssen statt.
Seit dem 1. November 2014 gehört die St.-Ansgar-Kirche zur Pfarrgemeinde Hl. Herz Jesu, Bremerhaven-Lehe, die Pfarrgemeinde St. Ansgar, Bremerhaven-Leherheide wurde zu diesem Zeitpunkt aufgehoben.

## Architektur und Ausstattung
Die Außenwirkung der Kirche wird bestimmt vom zeltartigen Dach und dem mit dem Kirchenraum verschmolzenen 22 Meter hohen Turm. Die Kirche bildet einen Viertelkreis mit angeschlossenen Nebenräumen. Der in weißgrauen Farben gehaltene Innenraum ist geprägt von Helligkeit und Weite.
Aus Travertin schuf Wilhelm Keudel Altar, Tabernakel, Ambo, Tauf- und Weihwasserstein. Das sieben Meter hohe Lebensbaumkruzifix aus einer Kupfer-Zink-Legierung vollendete Heinrich-Gerhard Bücker aus Vellern, Kreis Warendorf. Begonnen hatte die Arbeit der früh verstorbene Künstler Wilhelm Keudel aus Salzgitter-Schäferstuhl.
Das rote Gestühl ist gerundet zur Altarmitte hin zugeordnet. Das Rot setzt sich in der Turmstele fort. Im hinteren Bereich befinden sich eine Marienkapelle mit der Skulptur „Maria mit dem Kind“ von Heinrich-Gerhard Bücker und ein Beichtraum. Seitlich neben dem Altarraum sind links eine Chornische und rechts eine Taufnische.
Den Mosaik-Kreuzweg schuf 1997 der Künstler Br. Benedict Schmitz OSFS aus Ingolstadt. Elf Bilder auf zwei längsgestreckten Friesen zeichnen in symbolträchtiger Konzentration den Erlösungsweg Jesu vom Paschamahl bis zum Ostersieg nach.
Aus Aluminium schuf Wilhelm Keudel das Portal mit der halbplastischen Figur des Namensgebers der Kirche, des heiligen Ansgar.

## Orgel
Erbaut wurde die Orgel 1978 mit elektrischer Spiel- und Registertraktur von Alfred Führer in Wilhelmshaven. Die Wartungsarbeiten erfolgen durch Orgelbau Claus Sebastian in Geesthacht. Die Disposition lautet:
| I Hauptwerk C– |           |    |
| 1.             | Prinzipal | 8′ |
| 2.             | Rohrflöte | 8′ |
| 3.             | Oktave    | 4′ |
| 4.             | Waldflöte | 2′ |
| 5.             | Mixtur IV | 2′ |
| 6.             | Trompete  | 8′ |

| II Positiv C– |                 |    |
| 7.            | Holzgedackt     | 8′ |
| 8.            | Blockflöte      | 4′ |
| 9.            | Prinzipal       | 2′ |
| 10.           | Sesquialtera II |    |
| 11.           | Scharff III     |    |
|               | Tremulant       |    |

| Pedalwerk C– |          |     |
| 12.          | Subbaß   | 16′ |
| 13.          | Oktavbaß | 8′  |

- Koppeln: II/I, I/P, II/P
- Spielhilfen: zwei freie Kombinationen